# Snow-board la Jocurile Olimpice de iarnă din 2022 - Half-pipe (feminin)
Proba de snow-board half-pipe feminin de la Jocurile Olimpice de iarnă din 2022 de la Beijing, China a avut loc pe 9 și 10 februarie 2022 la Big Air Shougang.

## Program
Orele sunt orele Chinei (ora României + 6 ore).
| Dată         | Ora                              | Rundă                                        |
| ------------ | -------------------------------- | -------------------------------------------- |
| 9 februarie  | 9:30-10:19 10:21-11:10           | Calificări cursa 1 Calificări cursa 2        |
| 10 februarie | 9:30-9:55 9:57-10:22 10:24-10:49 | Finala cursa 1 Finala cursa 2 Finala cursa 3 |

## Rezultate calificări
C — Calificată în finală
Primele 12 sportive s-au calificat în finală.
| Loc | Nr. de concurs | Ordine | Nume              | Țară                       | Manșă 1 | Manșă 2 | Cel mai bun rezultat | Note |
| --- | -------------- | ------ | ----------------- | -------------------------- | ------- | ------- | -------------------- | ---- |
| 1   | 2              | 2      | Chloe Kim         | Statele Unite ale Americii | 87,75   | 8,75    | 87,75                | C    |
| 2   | 7              | 10     | Mitsuki Ono       | Japonia                    | 79,50   | 83,75   | 83,75                | C    |
| 3   | 1              | 4      | Cai Xuetong       | China                      | 83,25   | 55,50   | 83,25                | C    |
| 4   | 4              | 3      | Queralt Castellet | Spania                     | 78,75   | 49,50   | 78,75                | C    |
| 5   | 6              | 16     | Sena Tomita       | Japonia                    | 75,75   | 52,00   | 75,75                | C    |
| 6   | 8              | 9      | Ruki Tomita       | Japonia                    | 74,25   | 66,25   | 74,25                | C    |
| 7   | 3              | 1      | Liu Jiayu         | China                      | 15,25   | 72,25   | 72,25                | C    |
| 8   | 12             | 6      | Berenice Wicki    | Elveția                    | 71,50   | 40,50   | 71,50                | C    |
| 9   | 10             | 20     | Elizabeth Hosking | Canada                     | 10,00   | 70,50   | 70,50                | C    |
| 10  | 16             | 17     | Brooke D'Hondt    | Canada                     | 69,25   | 70,00   | 70,00                | C    |
| 11  | 17             | 11     | Leilani Ettel     | Germania                   | 68,75   | 15,75   | 68,75                | C    |
| 12  | 13             | 12     | Qiu Leng          | China                      | 63,50   | 66,25   | 66,25                | C    |
| 13  | 5              | 5      | Maddie Mastro     | Statele Unite ale Americii | 65,75   | 51,50   | 65,75                |      |
| 14  | 18             | 19     | Emily Arthur      | Australia                  | 62,50   | 19,75   | 62,50                |      |
| 15  | 11             | 13     | Kurumi Imai       | Japonia                    | 54,75   | 49,75   | 54,75                |      |
| 16  | 15             | 18     | Tessa Maud        | Statele Unite ale Americii | 53,50   | 10,00   | 53,50                |      |
| 17  | 14             | 21     | Zoe Kalapos       | Statele Unite ale Americii | 20,00   | 51,75   | 51,75                |      |
| 18  | 20             | 22     | Šárka Pančochová  | Cehia                      | 41,75   | 18,75   | 41,75                |      |
| 19  | 22             | 15     | Kamilla Kozuback  | Ungaria                    | 35,50   | 15,00   | 35,50                |      |
| 20  | 21             | 8      | Lee Na-yoon       | Coreea de Sud              | 31,00   | 34,50   | 34,50                |      |
| 21  | 19             | 14     | Jenise Spiteri    | Malta                      | 7,25    | 25,25   | 25,25                |      |
| 22  | 9              | 7      | Wu Shaotong       | China                      | 10,25   | 16,75   | 16,75                |      |

## Rezultate finală
| Loc | Nr. de concurs | Ordine | Nume              | Țară                       | Manșa 1 | Manșa 2 | Manșa 3 | Cel mai bun rezultat |
| --- | -------------- | ------ | ----------------- | -------------------------- | ------- | ------- | ------- | -------------------- |
| 1   | 2              | 12     | Chloe Kim         | Statele Unite ale Americii | 94,00   | 27,00   | 26,25   | 94,00                |
| 2   | 4              | 9      | Queralt Castellet | Spania                     | 69,25   | 90,25   | 78,25   | 90,25                |
| 3   | 6              | 8      | Sena Tomita       | Japonia                    | 86,00   | 88,25   | 9,25    | 88,25                |
| 4   | 1              | 10     | Cai Xuetong       | China                      | 81,25   | 64,50   | 75,00   | 81,25                |
| 5   | 8              | 7      | Ruki Tomita       | Japonia                    | 16,50   | 19,75   | 80,50   | 80,50                |
| 6   | 10             | 4      | Elizabeth Hosking | Canada                     | 73,00   | 79,25   | 5,00    | 79,25                |
| 7   | 12             | 5      | Berenice Wicki    | Elveția                    | 76,25   | 74,75   | 11,25   | 76,25                |
| 8   | 3              | 6      | Liu Jiayu         | China                      | 11,25   | 4,75    | 73,50   | 73,50                |
| 9   | 7              | 11     | Mitsuki Ono       | Japonia                    | 71,50   | 25,50   | 29,00   | 71,50                |
| 10  | 16             | 3      | Brooke D'Hondt    | Canada                     | 66,75   | 11,00   | 9,00    | 66,75                |
| 11  | 17             | 2      | Leilani Ettel     | Germania                   | 55,25   | 57,50   | 9,25    | 57,50                |
| 12  | 13             | 1      | Qiu Leng          | China                      | 53,75   | 9,50    | 18,75   | 53,75                |